# داء كاواساكي
داء كاواساكي (بالإنجليزية: Kawasaki Disease)‏ (متلازمة العقدة اللمفية المخاطية الجلدية) هو التهاب شامل يصيب الأوعية الدموية صغيرة ومتوسطة الحجم، ويؤثر على جدرانها مما قد يسبب التوسعات الشريانية خاصة الشرايين التاجية وهي التي تغذي القلب. ويؤثر كذلك على العديد من الأعضاء، مثل الجلد، والعقد الليمفاوية، الأغشية المخاطية.
يعتبر مرضاً غير شائع. حتى الآن، أعلى معدل انتشار لهذا المرض يحدث في اليابان (175 لكل 100000 طفل).
يصيب مرض كاواساكي في الأطفال بين 2-5 سنوات وحوالي 80% من المرضى المصابين يكونون أقل من 5 سنوات. يصيب هذا المرض الذكور أكثر من الفتيات. تزيد أعداد المصابين بهذا المرض في فصلي الشتاء والربيع.

## الاكتشاف
أول من وصف داء كاواساكي هو طبيب أطفال ياباني يدعى توميساكو كاواساكي في عام 1967.

## الأسباب
أسباب مرض كاواساكي لا تزال مجهولة، ويوصف المرض على أنه متلازمة مرضية ويطلق عليه اسم «متلازمة كاواساكي». مثل جميع أمراض المناعة الذاتية فإن سبب هذا المرض المفترض هو التفاعل بين العوامل الوراثية والبيئية، وربما بما في ذلك العدوى. السبب المحدد غير معروف لكن تركز النظريات الحالية في المقام الأول على الأسباب المناعية لهذا المرض. هناك أدلة متزايدة تشير إلى المسببات المعدية، ولكن لا يزال النقاش حول ما إذا كان السبب هو مادة الأنتيجين التقليدية أو مستضد فوقي. وقد ذكرت مستشفى بوسطن للأطفال أن «بعض الدراسات قد وجدت الجمعيات بين حدوث مرض كاواساكي والتعرض الأخيرة لتنظيف السجاد أو الإقامة بالقرب من مجموعة من المياه الراكدة، ولكن لم تثبت السبب والنتيجة»
وتظهر بيانات أخرى وجود علاقة واضحة بين مرض كاواساكي وأنماط الرياح في طبقة التروبوسفير؛ رياح تهب من آسيا الوسطى ترتبط مع حالات مرض كاواساكي في اليابان وهاواي وسان دياغو. وقد تبين هذا الارتباط مع رياح التروبوسفير أن التضمين في الجداول الزمنية الموسمية وبين السنوات عن ظاهرة النينيو في التذبذب الجنوبي، فضلاً عن الإشارة إلى أن العامل المسؤول عن المرض هو الممرض المنقول الرياح. والجهود جارية لتحديد مسببات المرض التي يشتبه فيها مرشحات الهواء جواً فوق اليابان.
وقد تم تحديد وجود علاقة مع أحد الجينات هو الجين (ITPKC)، الذي يعطي شيفرة العمل للأنزيمات مما يتسبب في أثر سلبي على الخلايا التائية المختصة بالمناعة في الجسم. كما أن هناك عاملاً إضافياً يوحي بالقابلية الوراثية هو حقيقة أنه بغض النظر عن المكان الذي يعيشون فإن الأطفال اليابانيين هم أكثر عرضة من غيرهم من الأطفال للإصابة بالمرض. تم العثور على النمط المصلي (HLA- B51) لتترافق مع الحالات المتوطنة للمرض.

## التصنيف
يحدث في المرض التهاب بالأوعية الدموية الذي يُؤثر على كل من الأوردة والشرايين في جميع أنحاء الجسم، وعادةً ما يكون سببه انتشار الخلايا المرتبطة بالاستجابة المناعية لمسببات المرض أو المناعة الذاتية. ويمكن تصنيف التهاب الأوعية وفقاً لنوع الخلايا المشاركة في الانتشار، فضلاً عن نوع تلف الأنسجة الذي يحدث داخل جدار الوريد أو الشريان. في إطار هذا المخطط يعتبر مرض كاواساكي مسبباً لالتهاب الأوعية الناخر (أيضاً يطلق عليه اسم «الْتِهابُ الأَوعِيَةِ النَّاخِر»)، والذي يمكن تحديده تشريحياً بوجود نخر (موت الأنسجة) والتليف وانتشار الخلايا المرتبطة بالتهاب في الطبقة الداخلية لجدار الأوعية الدموية.
هناك أمراض أخرى يحدث فيها التهاب الأوعية الدموية تشمل التهاب الشرايين العقدي المتعدد، حبيبوم واغنر، فرفرية شونلاين هينوخ ومتلازمة شيرغ ستراوس. ويمكن تصنيف مرض كاواساكي أيضاً بمسبب التهاب وعائي في الأوعية الدموية المتوسطة الحجم، التي تؤثر على الأوعية الدموية المتوسطة الحجم والصغيرة مثل الأوعية الدموية الجلدية الصغيرة (الأوردة والشرايين في الجلد) التي يتراوح قطرها 50-100 ميكرون. ويعتبر مرض كاواساكي أيضاً مسبباً لالتهاب الأوعية الدموية في مرحلة الطفولة الأساسية، وهو اضطراب يرتبط مع التهاب الأوعية الدموية الذي يصيب بشكل رئيسي الأطفال الذين تقل أعمارهم عن 18 عاماً.

## الأعراض والعلامات
| مظاهر أقل شيوعاً | مظاهر أقل شيوعاً |
| الجهاز          | المظاهر |
| --------------- | --- |
| الهضمي          | الإسهال، آلام البطن، القيء، ضعف الكبد، التهاب البنكرياس، التهاب الغدة النكفية، التهاب الأقنية الصفراوية، الانغلاف، انسداد معوي كاذب، استسقاء، احتشاء الطحال. |
| الهيكلي         | التهاب المفاصل وألم مفصلي. |
| الدوران         | التهاب عضلة القلب، التهاب التامور، عدم انتظام دقات القلب، وأمراض القلب صمامي.                                                                                |
| التناسلي        | التهاب الإحليل، التهاب البروستات، التهاب المثانة، قساح، التهاب الكلية الخلالي، التهاب الخصية، المتلازمة الكلوية.                                             |
| العصبي          | الخمول، وسبات جزئي، التهاب السحايا العقيم، والصمم الحسي العصبي.                                                                                              |
| التنفسي         | ضيق في التنفس، ومرض الأنفلونزا مثل، الانصباب الجنبي، انخماص.                                                                                                 |
| الجلد           | الحمامي وتصلب في موقع لقاح السل، وخطوط بيو، غرغرينا في الاصبع.                                                                                               |

(أ) «لسان الفراولة».
(ب) طفح أحمر في منطقة العجان.
(ج) إحمرار الكفين، يصطحب عادةً بانتفاخ مؤلم في ظهرا اليدين.
(د) احمرار كفي القدمين وانتفاخ ظهريهما.
(هـ) تقشير جلد الأصابع.
(و) إحمرار وتصلب أماكن تطعيمات الدرن السابقة.
(ز) إحمرار وتقشير حول فتحة الشرج.]]
لهذا المرض ثلاث مراحل:
1. الفترة الحادة وتستمر فترة (10- 15 يوم) وتظهر خلالها الحمى والأعراض الأخرى.
2. الفترة الأقل حدة تمتد من الأسبوع الثاني حتى الرابع وفي هذه الفترة ترتفع الصفائح الدموية وقد تظهر التمددات الشريانية.
3. فترة النقاهة والشفاء وتستمر من الشهر الأول حتى الثالث وفيها تعود الفحوصات المخبرية لوضعها الطبيعي كما تتحسن أو تختفي التمددات الشريانية في الشرايين التاجية.

أما أعراض المرض:
- يبدأ المرض بحرارة مرتفعة من دون سبب واضح لمدة 5 أيام.
- التهاب في ملتحمة العين مما يسبب إحمرارها بدون إفرازات «حقن الملتحمة».
- إحمرار الشفتين مع الجفاف، وتشقق وإحمرار في اللسان (لسان الفراولة)، إحمرار الحلق. مع ظهور بثرات حمراء بارزة أسفل اللسان.
- اليدان والقدمان تنتفخان مع إحمرار في راحة اليدين أو القدمين وهذه التغيرات بالطرفين يصاحبها تقشر لرأس أصابع اليدين أو القدمين تظهر بين الأسبوعين الثاني والثالث من المرض.
- تضخم في الغدد الليمفاوية (غالباً غدة واحدة) خاصةَ في منطقة الرقبة.
- التهاب عضلة القلب، التهاب التامور أو التهاب الشغاف وفشل في وظائف القلب.
- آلام مصاحبة مثل ألم المفاصل، وورم مماثل.
- قيء وإسهال.
- ظهور أخاديد مستعرضة (خطوط باو) على الأصابع.

تختلف حدة المرض من طفل إلى آخر. فبعض الأطفال قد لا تظهر عليهم جميع الأعراض المرضية وأغلبهم لا يعانون من تأثر القلب بهذا المرض.

## التشخيص
| معايير تشخيص مرض كاواساكي |
| حمى لمدة 5 أيام ≥ مع لا يقل عن 4 من 5 من التغييرات التالية |
| --- |
| التهاب الملتحمة الثنائي اللاقيحي |
| واحد أو أكثر من التغييرات في الأغشية المخاطية في الجهاز التنفسي العلوي، بما في ذلك احمرار الحلق والشفاه الجافة المتشققة، أحمر شفاه، ولسان الفراولة.             |
| واحد أو أكثر من التغييرات في الذراعين والساقين، بما في ذلك احمرار، تورم، وتقشير الجلد حول الأظافر، والتقشير المعمم.                                             |
| طفح جلدي متعدد الأشكال، يتمركز في الجذع في المقام الأول. |
| الغدد اللمفاوية في الرقبة كبيرة (> 1.5 سم في الحجم) |
| المرض لا يمكن تشخيصه مع الأمراض الأخرى المعروفة. |
| †† يمكن تشخيص مرض كاواساكي إذا كان هناك حمى مع وجود 3 تغيّرات فقط في حال وجود مرض الشريان التاجي عن طريق تخطيط صدى القلب ثنائي الأبعاد أو تصوير الأوعية التاجية. |
| المصدر: أساسيات نيلسون في طب الأطفال |

يمكن تشخيص مرض كاواساكي سريرياً فقط (عن طريق ظهور العلامات والأعراض). حتى الآن لا يوجد اختبار معملي يمكن أن يخبر الشخص أنه مصاب بهذا المرض. من الصعب عادةً تشخيص المرض وخصوصاً في مرحلة مبكرة منه. وهناك الكثير من الأطفال الذين لم يتمكن من تشخيص المرض عندهم إلا بعد زيارتهم المتكررة للطبيب. العديد من الأمراض الخطيرة الأخرى تسبب أعراض مماثلة لمرض كاواساكي، ويجب الأخذ في الاعتبار التشخيص التفريقي (بالإنجليزية: differential diagnosis)‏ الذي يتضمن الحمى القرمزية، والتهاب المفاصل.
ويكون التشخيص دقيقاً إذا استمرت الحمى لمدة 5 أيام أو أكثر بالإضافة لتوفر 4 من العلامات المرضية الخمس التالية:
- التهاب في ملتحمة العينين.
- تضخم الغدد الليمفاوية في الرقبة.
- طفح جلدي.
- تغيرات في الفم واللسان.
- ورم واحمرار في الأيدي والأقدام.

العديد من الأطفال - وخصوصاً الرُضع- الذين شخصوا في النهاية بمرض كاواساكي لم تظهر عندهم كل الأعراض المذكورة أعلاه. ويفَضل العديد من الخبراء البدء في العلاج من داء كاواساكي إذا مضى 3 أيام فقط على وجود الحمى، مع ظهور ثلاثة من المعايير التشخيصية على الأقل.

### الفحوصات
يظهر الفحص الجسدي العديد من الميزات المذكورة أعلاه.

#### اختبارات الدم
- تعداد الدم الكامل (CBC) قد تكشف عن فقر دم سوي الكريات وأخيراً كثرة الصفيحات الدموية.
- سرعة التثفل: تكون مرتفعة.
- البروتين سي التفاعلي (CRP): سيكون مرتفعاً.
- اختبارات وظائف الكبد: قد تظهر أدلة على التهاب الكبد وانخفاض ألبومين المصل.

#### الاختبارات الاختيارية الأخرى
- تخطيط كهربية القلب: قد تظهر أدلة على اختلال البطين أو في بعض الأحيان عدم انتظام ضربات القلب بسبب التهاب عضلة القلب.
- مخطط صدى القلب: قد تظهر تغييرات طفيفة في الشريان التاجي، أو في وقتٍ لاحق تمدد الأوعية الدموية الحقيقية.
- التصوير بالموجات فوق الصوتية أو التصوير المقطعي المحوسب: قد تُظهر تضخم في المرارة
- تحليل البول: قد يُظهر خلايا الدم البيضاء والبروتين في البول (بيلة قيحية ووبروتينية) من دون أدلة على نمو البكتيريا.
- البزل القطني: قد يُظهر أدلة على التهاب السحايا العقيم.
- تم استخدام تصوير الأوعية تاريخياً للكشف عن تمدد الأوعية الدموية الشريان التاجي ويبقى معيار الذهب للكشف، ولكن نادراً ما يُستخدم اليوم إلا إذا تم بالفعل الكشف عن تمدد الأوعية الدموية في الشريان التاجي عن طريق ضربات القلب.
- خزعة الشريان الصدغي.

## العلاج
إذا تم تشخيص المرض فيجب إدخال المريض إلى المستشفى للمتابعة والعلاج وينبغي أن يبدأ العلاج في أقرب فرصة ممكنة لتقليل المضاعفات القلبية، وعلى يد طبيب له خبرة في التعامل مع المرض في مركز طبي أكاديمي، وغالباً ما يتقاسم الرعاية بين أخصائي أمراض القلب لدى الأطفال، وأخصائي أمراض الروماتيزم لدى الأطفال وأخصائي الأمراض المعدية (على الرغم من عدم إثبات أن السبب معدي حتى الآن).
ويتكون العلاج من الأسبرين والغلوبولين المناعي الذي يُعطى عن طريق الوريد بجرعات مرتفعة. وكلا العلاجين يساهمان في تقليل الالتهاب الجسمي واختفاء الأعراض والعلامات المرضية.
ولكن العلاج الأساسي لمرض كاواساكي هو الغلوبولين غاما (الغلوبيولين المناعي) (بالإنجليزية: Immunoglobulin)‏ الذي يُعطى عن طريق الوريد بجرعات مرتفعة. وقد أثبت فعاليته حيث سُجل تحسن ملحوظ للمصابين خلال 24 ساعة. أما إذا لم تذهب الحمى فتعطى جرعة إضافية للطفل. الغلوبولين غاما وحده مفيد جداً خلال الأيام السبعة الأولى من بداية الحمى من ناحية منع تمدد الشريان التاجي.
أما الأسبرين يبقى جزءاً مهماً من العلاج (ولو أنه مشكوك به من البعض)، لكن الأسبرين وحده ليس علاجاً فعلاً مثل الغلوبولين غاما الوريدي. ويعطى علاج الأسبرين في جرعات عالية حتى تنحسر الحمى، ويستمر بعد ذلك في إعطاء المريض جرعات منخفضة منه، تستمر عادةً لشهرين لكي تمنع تجلط الدم. والجدير بالذكر؛ أن الأسبرين لا يُوصى بإعطائه للأطفال نظراً لارتباطه مع متلازمة راي، لأن الأطفال المصابين بمرض كاواساكي سيتم تناول الأسبرين لمدة تصل إلى عدة أشهر، مطلوب التطعيم ضد الحماق والإنفلونزا، كما من المرجح أن يسبب متلازمة راي هذه الالتهابات.
كما يتم استخدام الكورتيزون، وخصوصاً عندما تفشل العلاجات الأخرى أو تتكرر الأعراض السريرية، ولكن في محاكمة عشوائية فقد تم رصد أن إضافة الكورتيكوستيرويد للغلوبولين المناعي والأسبرين لم يُحسن النتيجة. بالإضافة إلى ذلك يرتبط استخدام الكورتيكوستيرويد مع المرض مع زيادة خطر تمدد الشريان التاجي، لذلك فاستخدامه مضاد استطباب عموماً في هذا الإعداد. في حالات كاواساكي المقاومة لاستخدام الغلوبولينات المناعية وريدياً فإن استخدام السيكلوفوسفاميد وتبديل البلازما أعطى نتائج متغايرة.
IL-1 مستقبلات (آناكينارا) يمكن أن تمنع الآفة التاجية في دراسة على الفئران. يظهر هذا العلاج الوقاية حتى لو تم التأخر لمدة 3 أيام بالعلاج لدى الفئران.
هناك أيضاً العلاجات العرضية لالتهاب القزحية وأعراض العين الأخرى قد يشمل العلاج استخدام إينفلي إكسيمب (REMICADE).

## تأثيرات المرض
العلاج المبكر لهذا المرض يساعد على التحسن السريع من الأعراض الحادة المصاحبة له، كما يخفض من احتمال تمدد الشرايين التاجية. والأعراض الحادة الغير معالجة تختفي تلقائياً والغالبية العظمى من الأطفال المصابين يعيشون حياة طبيعية ويكون نموهم العقلي والجسدي طبيعياً. لكن مخاطر أمراض الشرايين التاجية أكثر حدوثاً. عموماً 2% من المرضى يموتون من مضاعفات التهاب الشرايين التاجية. المرضى الذين أصيبوا بمرض كاواساكي يجب عمل أشعة تلفزيونية كل عدة أسابيع. ثم بعد ذلك القيام بمتابعة المرض كل 1-2 سنة.
والعلاج بالغلوبولين غاما يمكن أن يسبب حساسية حادة، والتهاب سحايا غير بكتيري، ونادراً ما يحدث أعراض أخرى.
والأسبرين قد يزيد من خطر النزيف. وبشكل عام، المضاعفات الخطرة التي تحدث من العلاج لمرض كاواسكي نادرة جداً. خصوصاً عند مقارنتها بعدم أخذ العلاج.

## وبائياً
يصيب داء كاواساي الفتيان أكثر من الفتيات عند الشعوب الآسيوية، خاصّة الشعبين الياباني والكوري وكذلك الأشخاص الذين هم من منطقة البحر الكاريبي. كان هذا المرض نادر في القوقاز حتى العقود القليلة الماضية، ويتغير معدل الإصابة من بلد إلى بلد.
النسبة الأعلى للإصابة بداء كاواساكي هي في اليابان (175 لكل 100000)
معدّل الإصابة في الولايات المتحدة يرتفع. مرض كاواساكي هو مرض في الغالب يصيب الأطفال الصغار، مع 80 ٪ من المرضى تقل أعمارهم عن الخمس سنوات.

### الانتشار في الشرق الأوسط
في دراسة قام بها فريق في مستشفى الأطفال بمدينة الخبر في المملكة العربية السعودية  على مدى 20 عاماً (1992-2012) تبين بأن انتشار المرض كان بمعدل 7.4 لكل 100000 طفل أقل من 5 سنوات. كانت نسبة الذكور إلى الإناث 1.9:1. وكان متوسط العمر عند التشخيص 15 شهراً، وكان التشخيص بعد متوسط 8.1 أيام من الحمى. ولوحظ وجود الذروة الموسمية خلال أشهر الشتاء والربيع. وكان 91 ٪ من المرضى لديهم أعراض كلاسيكية للمرض من التهاب الملتحمة والتغيرات في البلعوم وطفح متعدد الأشكال والمظاهر الأكثر شيوعاً. تم الكشف عن إصابة القلب في 51 ٪، مع تشوهات الشرايين التاجية (CAA) لوحظ في 34 ٪. تم علاج المرضى الذين يعانون بالغلوبولين المناعي والأسبرين.
أظهرت نتائج هذه الدراسة أن السمات السريرية والوبائية الأساسية المرتبطة بالمرض في المملكة العربية السعودية، كانت مشابهة لتلك التي ذكرت من المناطق في أجزاء أخرى من العالم.